# Rifugio Croda da Lago
Das Rifugio Croda da Lago, vollständiger Name Rifugio Croda da Lago – „Gianni Palmieri“ ist eine Schutzhütte der Sektion Cortina d’Ampezzo des Club Alpino Italiano (CAI) in der Croda-da-Lago-Gruppe in den Ampezzaner Dolomiten in der Provinz Belluno. Die in der Regel von Mitte Juni bis Ende September geöffnete Hütte verfügt über 51 Schlafplätze und 2 Notlager.

## Lage
Die Schutzhütte liegt auf 2046 m s.l.m. am südöstlichen Rand des Lago Fedèra unterhalb der Ostwand der Cima Ambrizzola (2715 m). Am Rifugio Croda da Lago führt der Dolomiten-Höhenweg 1 vorbei.

## Geschichte
Die Schutzhütte wurde auf Betreiben des Ampezzaner Bergführers Giovanni Barbaria „Zuchin“ errichtet und 1901 als Barbariahütte eingeweiht. 1903 wurde sie an die Sektion Reichenberg des Deutschen und Österreichischen Alpenvereins (DuOeAV) verkauft, der die Hütte erweitern ließ und 1905 als Reichenberger Hütte wieder eröffnete. Nach dem Ersten Weltkrieg wurde die Hütte, wie allen anderen nun auf italienischem Staatsgebiet liegenden Schutzhütten des DuOeAV, enteignet und dem Club Alpino Italiano (CAI) übergeben.
Die Sektion Cortina d’Ampezzo des CAI eröffnete die Hütte 1922 unter dem neuen Namen Rifugio Croda da Lago und erweiterte sie 1930 nochmals. 1942 wurde sie auf Wunsch des CAI auf den während des italienischen Griechenlandfeldzuges gefallenen Alpinisten und Alpini-Offiziers Renzo Granzotto umbenannt. Zwei Jahre später wurde das Rifugio Granzotto nach der deutschen Besetzung Italiens von deutschen Truppen beschlagnahmt und als Unterkunft genutzt. 
Nach Ende des Krieges konnte die schwer in Mitleidenschaft gezogenen Hütte dank der finanziellen Hilfe des Bologneser Professors Gian Giuseppe Palmieri renoviert und 1948 wieder unter dem Namen Rifugio Croda da Lago eröffnet werden. In Erinnerung an den großzügigen Spender wurde die Schutzhütte dem im Krieg gefallenen Sohn Palmieris, dem mit der goldenen Tapferkeitsmedaille ausgezeichneten Widerstandskämpfer Gianni Palmieri gewidmet. In der Folgezeit wurde das Rifugio mehrmals renoviert und modernisiert.

## Zustiege
- Von der Brücke am Ru Curto, 1708 m ⊙ auf Weg 437, 434 in 1 ¾ Stunden
- Von der Brücke am Pezié de Parù, 1506 m ⊙ auf Weg 434 in 2 Stunden
- Vom Lago de Aial, 1420 m ⊙ auf Weg 431 in 2 ½ Stunden
- Von Cortina d’Ampezzo – Campo di Sotto, 1127 m ⊙ auf Weg 468, 480 in 3 ¼ Stunden
- Von San Vito di Cadore – Chiapuzza, 997 m ⊙ auf Weg 459, 457 in 4 ½ Stunden

## Nachbarhütten und Übergänge
- Zum Rifugio Città di Fiume, 1917 m ⊙ auf Weg 467, 458, 436, 434 in 3 Stunden
- Zum Rifugio Cinque Torri, 2137 m ⊙ auf Weg 434, 437, 439 in 2 ½ Stunden
- Zum Passo di Giau, 2236 m ⊙ auf Weg 434, 436 in 3 ¼ Stunden